# Демессьё, Жанна
Жанна Демессьё (фр. Jeanne Demessieux; 13 февраля 1921, Монпелье — 11 ноября 1968, Париж) — французская органистка, пианистка и композитор. Считается одним из выдающихся органистов-виртуозов XX века.

## Биография и творчество
Жанна Демессьё родилась в Монпелье в 1921 году. Она рано начала учиться музыке; первой её учительницей фортепиано была старшая сестра. В семилетнем возрасте она стала ученицей консерватории в Монпелье и обнаружила явные способности к музыке. Когда девочке исполнилось одиннадцать, семья переехала в Париж, чтобы Жанна могла продолжить своё музыкальное образование. Она поступила в Парижскую консерваторию, где обучалась игре на фортепиано у Симона Рира (фр. Simon Riera) и Магды Тальяферро, гармонии у Жана Галлона, контрапункту и фуге у Ноэля Галлона и композиции у Анри Бюссе. На протяжении обучения она неоднократно получала первые награды за гармонию, фортепиано, контрапункт и органную импровизацию.
В 1933 году, в возрасте двенадцати лет, Жанна стала титулярной (главной) органисткой парижской церкви Сент-Эспри и занимала эту должность вплоть до 1962 года. В 1936 году она встретилась с Марселем Дюпре, и её игра произвела такое впечатление на пятидесятилетнего композитора, что он принял решение самостоятельно заняться её дальнейшим музыкальным образованием. Дюпре высоко ценил талант Жанны и считал её своей преемницей вплоть до их раздора в 1945 году.
Дебют Жанны как концертирующей солистки состоялся в 1946 году с серией из двенадцати концертов в парижском зале Плейель. В последующие годы она дала около 700 концертов в Европе в Европе и Америке, всегда играя исключительно по памяти. О ней писали, что она помнит наизусть около 2500 произведений Баха, Мендельсона, Листа, Франка и Дюпре.
С 1952 года Жанна Демессьё преподавала в Льежской консерватории; она также была преподавателем консерваторий в Нанси и в Харлеме. В 1962 году Демессьё сменила Эдуара Миньяна в должности титулярного органиста церкви Мадлен и занимала эту должность вплоть до своей смерти.
Жанна Демессьё умерла от рака 11 ноября 1968 года в возрасте сорока семи лет. В последние годы она работала над записью полного собрания сочинений Мессиана, но этот проект остался незавершённым.
Наследие Демессьё как композитора включает около 30 произведений. Интересно, что лишь восемь из них написаны для органа. Органные произведения Демессьё сложны для исполнения и предполагают исключительно высокий уровень виртуозности исполнителя, в том числе в использовании педалей (Мессиан по этому поводу заметил, что Демессьё требует от ног того же, что Шопен требует от рук). Среди остальных произведений Жанны Демессьё — песни, фортепьянные и оркестровые пьесы, а также оратория.